# Stipendium

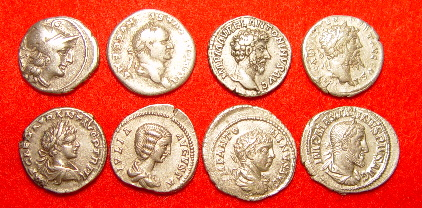
Quelques exemples de deniers, solde annuelle des soldats de l'armée romaine. Haut : env. 157 av. République romaine, env. 73 apr. J.-C. Vespasien, env. 161 Marc Aurèle, env. 194 Septime Sévère ; bas : env. 199 Caracalla, env. 200 Julia Domna, env. 219 Elagabale, env. 236 Maximinus Thrax.

Le stipendium est la rémunération annuelle définie pour les soldats dans l'armée romaine, quel que soit son rang, de l'ère républicaine jusqu'au Bas-Empire romain.
Le montant de cette solde régulière a varié au cours des époques. Elle constitue l'essentiel des revenus du soldat romain, qui dès la fin de la République commence à recevoir, en plus du butin de guerre, des prix en argent appelés donativa. Ce dernier prend une telle ampleur au cours des siècles suivants qu'au IVe siècle, l'ancien stipendium ne constitue que 10 à 15 % de l'ensemble des revenus du légionnaire romain[réf. souhaitée].

## Étymologie
Les auteurs antiques proposent une étymologie pour stipendium. Varron décompose le mot en stips, nom donné à la monnaie de cuivre et pendere, peser, payer. Il rapproche stips de stipare, entasser, et justifie cette racine par l'usage des possédants d'entasser leur cuivre ou leur bronze dans un lieu de stockage. Pline l'Ancien reprend cette étymologie, stipis pendera et situe l'apparition de son usage à l'époque archaïque de l'aes grave,.

## Histoire

### Première citation
Tite-Live emploie le terme stipendium pour la première fois, pour désigner la somme versée aux vestales à la création de leur collège par le roi Numa Pompilius. Un autre exemple de ce versement est donné par Tacite, qui évoque le versement de deux millions de sesterces lors de l'intronisation par Tibère de la vestale Cornelia. Le stipendium des vestales ne peut donc se comprendre comme une rémunération régulière ou une indemnité pour services rendus puisque la vestale commence son sacerdoce, mais comme un versement honorifique confirmant son statut prestigieux.

### L'ère républicaine
Selon Tite-Live, en 406 av. J.-C., le stipendium est mis en place après la prise d'Anxur et avant la guerre contre Véies, « tandis qu'auparavant chacun avait fait son service militaire à ses frais ». Tite-Live précise que ce versement opéré par la réserve de l'État (Ærarium) est financé par la contribution des citoyens, c'est-à-dire par l'impôt, aussitôt versé en bronze monnayé (aes grave) ou au poids, et ensuite redistribué,. L'hypercritique historique met en doute la réalité de cet épisode, trouvant son récit est trop  similaire à celui de Tite-Live du financement de la flotte en -210. Quelle que soit la  réalité historique, Hubert Zehnacker souligne qu'il s'agit d'une indemnité exceptionnelle dans une économie prémonétaire.
Il faut attendre Polybe pour voir la notion de solde, avec des versements périodiques et avoir l'indication de montants. Au temps des guerres puniques, la rémunération est fixée à 2 oboles par jour, soit un tiers de denier selon l'estimation la plus probable. En outre, chaque fantassin a droit à une part du butin de guerre (les prisonniers sont vendus comme esclaves, ainsi que des animaux, des trésors, des armes et d'autres biens), qui sont vendus aux enchères et le produit distribué aux officiers et hommes selon divers critères. Les centurions reçoivent le double de la solde de leurs hommes, c'est-à-dire quatre oboles ou les deux tiers d'une drachme par jour. Quant à la ration alimentaire, les fantassins reçoivent environ les deux tiers d'un médimnos attique de céréales par mois.
Les cavaliers reçoivent un drachme par jour, trois fois ce qu'un fantassin gagne, les rations mensuelles sont de sept médimnes d'orge et deux de blé. Les alliés (socii), en revanche, reçoivent gratuitement un médimnos et un tiers de blé, ainsi que cinq d'orge par mois<. Sur le stipendium, en revanche, le questeur prélève le prix fixé pour les vivres, les vêtements et les armes du légionnaire,.
De l'époque de Polybe à celle de Jules César, soit entre -167 et -50, le stipendium n'est pas rééevalué, tandis que l'économie connait l'inflation. Caius Gracchus pallie l'appauvrissement croissant du soldat en supprimant la retenue pour l'habillement, pris en charge par le trésor public, et peut-être les autres retenues,

#### La réforme de Caius Marius (107-101av. J.-C.)

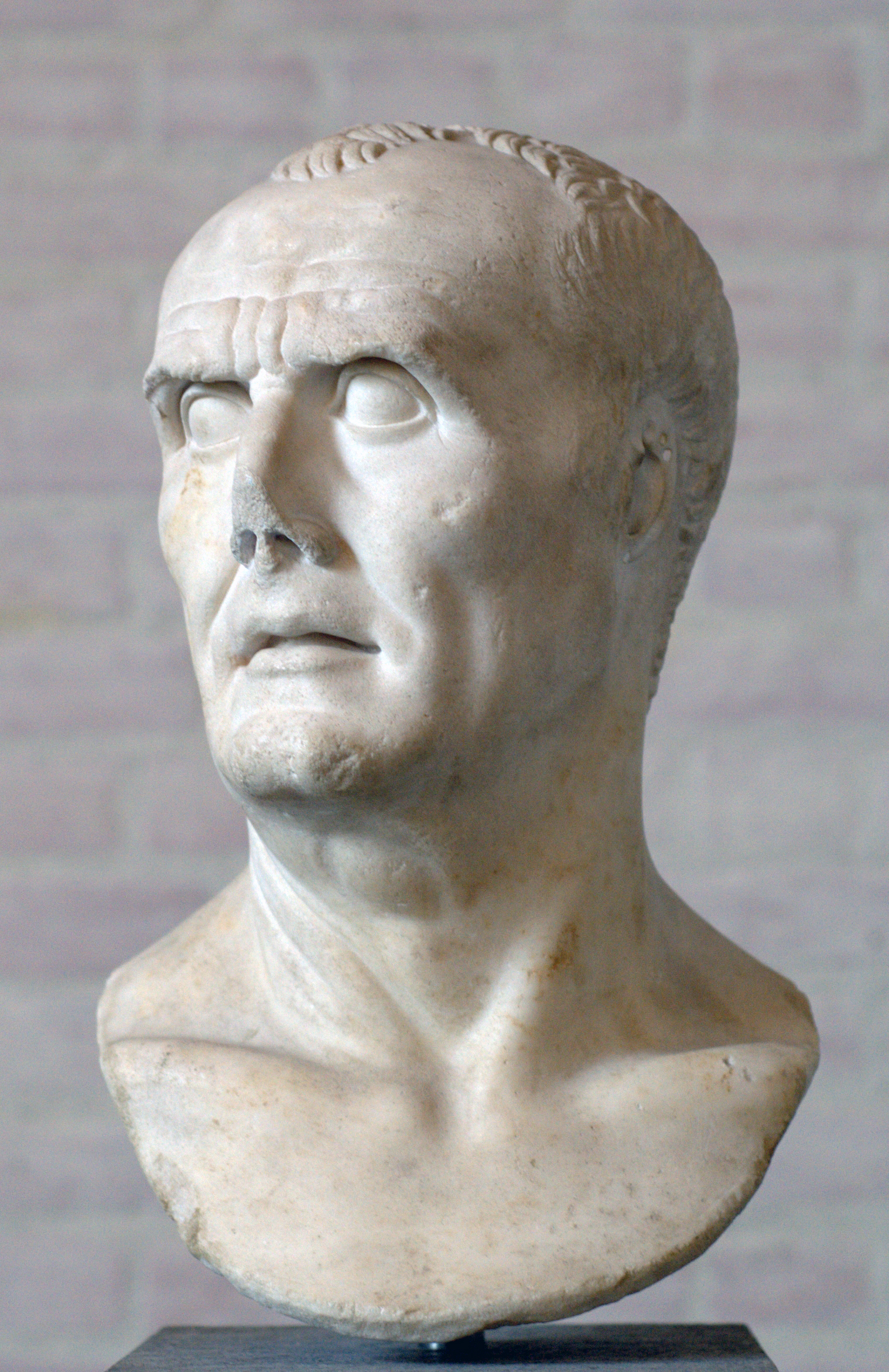
Buste en marbre de Caius Marius.

Vers la fin du IIe siècle av. J.-C., Rome se retrouve mêlée à une guerre en Numidie, dans laquelle, en raison du manque d'attrait de toute nature, il est presque impossible de trouver de nouvelles recrues. Partant de ce postulat, le consul de cette année-là, Caius Marius, décide d'ouvrir les légions à tous, qu'ils soient ou non propriétaires terriens.
Le service actif permanent subit ainsi un changement majeur en 107 av. La République romaine est forcée d'assumer la charge d'équiper et de fournir des troupes légionnaires, permettant à tout le monde, y compris les démunis, de s'enrôler. L'âge minimum d'incorporation des volontaires est désormais fixé à 17 ans et le maximum à 46 ans[réf. incomplète]. C'est le premier exemple d'armée professionnelle où la conscription par recensement est abolie, tandis que les soldats vétérans, qui tirent de l'armée leur subsistance quotidienne (nourriture et logement, ainsi que l'équipement), reçoivent une pension sous forme d'attributions de terres dans les colonies. Marius puis les commandants suivants 
compensent la faiblesse du stipendium par le partage avec leurs soldats du butin pillé lors des campagnes militaires.

#### Au temps de César
César n'a pas, au cours de la conquête de la Gaule, privé ses soldats de la possibilité de piller. Conscient de la misère de ses soldats, César, de sa propre initiative, double la solde en 51, la portant à 225 deniers par an, soit 10 as par jour.

### Haut Empire

#### Au temps d'Auguste (30av. J.-C.- 14apr. J.-C.)
Auguste réorganise l'ensemble du système des défenses frontalières impériales, cantonnant en permanence les légions et les auxiliaires dans des forteresses et des forts le long du limes. Il met de l'ordre dans l'administration financière de l'État romain, accordant un salaire et des primes de congé à tous les soldats de l'armée impériale (légionnaires et auxiliaires) avec la création d'un Ærarium militare.
En ce qui concerne les troupes auxiliaires, Auguste leur offre une solde quadrimestrielle et un équipement uniforme, égal à environ 1/3 de ce qu'un légionnaire reçoit, soit environ 75 deniers par an. Le stipendium d'un chevalier Ala, cependant, est plus élevé que celui d'un légionnaire romain, oscillant autour de 250 deniers, tandis que celui d'un chevalier de cohors equitata varie autour de 200 deniers[réf. incomplète]. En substance, les equites alares (chevaliers Ala) sont les mieux payés : après eux venaient les fantassins d'une cohors equitata avec 150 deniers et enfin ceux d'une cohors peditata[réf. à confirmer]. Selon certains calculs récents, la dépense annuelle que l'Ærarium militare doit dépenser pour entretenir cette armée massive se situait entre 31 000 000 deniers selon les uns et 65 000 000 deniers selon les autres[réf. incomplète].

#### Au temps de Domitien (81-96)
La première augmentation de la solde à l'époque impériale remonte au temps de Domitien. Selon Dion Cassius, il l'augmente de 70 à 100 drachmes. D'après Suétone, il ajoute un quatrième versement de trois aurei soit 75 deniers, portant la solde annuelle à 300 deniers.

#### Au temps de Septime Sévère (193-211)
Septime Sévère favorise les légionnaires de plusieurs manières, augmentant leur salaire et leur accordant le droit de se marier pendant leur service, ainsi que leur permettant de vivre avec leurs familles à l'extérieur du camp (canabae).